# Giochi della I Olimpiade
I Giochi della I Olimpiade (in greco Αγώνες της 1ης Ολυμπιάδας?, Agónes tis 1is Olympiádas) furono i primi Giochi olimpici dell'era moderna. Voluti dal barone Pierre de Coubertin e ufficializzati durante il primo congresso olimpico, durante il quale nacque anche il Comitato Olimpico Internazionale, si tennero ad Atene, capitale della Grecia, dal 6 al 15 aprile 1896.
Alle 43 competizioni, riguardanti nove diverse discipline sportive, parteciparono 241 atleti, provenienti da quattordici diverse nazioni. I vincitori delle gare ricevettero una medaglia d'argento, mentre i secondi classificati furono premiati con una medaglia di rame; retroattivamente poi il CIO assegnò le tre odierne medaglie olimpiche. Gli Stati Uniti d'America ottennero il primo posto nel medagliere con 11 vittorie, mentre la Grecia ottenne il maggior numero di medaglie in totale, 47. L'atleta più titolato fu il lottatore e ginnasta tedesco Carl Schuhmann, che vinse quattro gare, mentre Hermann Weingärtner conquistò il maggior numero di premi, sei. Uno dei più iconici momenti della manifestazione fu la vittoria di Spyridōn Louīs nella maratona, con l'arrivo allo stadio Panathinaiko, il primo grande impianto della storia contemporanea, che ospitò anche le cerimonie di apertura e di chiusura della manifestazione, di fronte a 100 000 spettatori.
Nonostante i molti ostacoli organizzativi e lo scarso livello tecnico della manifestazione, dovuto all'esclusione degli sportivi professionisti, i Giochi della I Olimpiade furono un enorme successo e, per l'epoca, il più grande evento sportivo internazionale mai organizzato, per merito soprattutto dell'entusiasmo espresso dagli spettatori greci. Con l'esclusione dei Giochi olimpici intermedi del 1906, considerati non ufficiali dal CIO, i Giochi non tornarono in Grecia fino al 2004, quando si disputarono i Giochi della XXVIII Olimpiade.

## Assegnazione

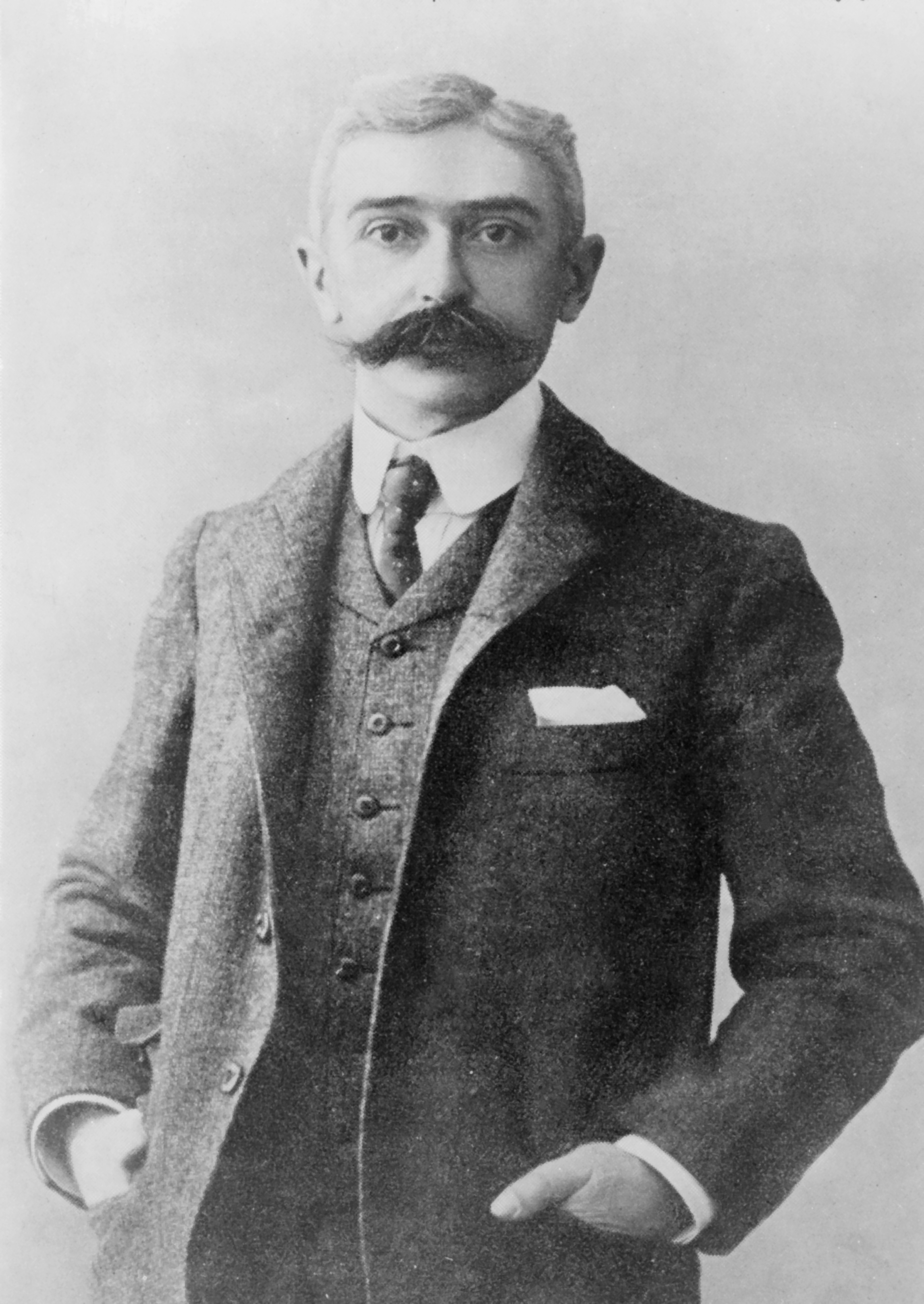
Pierre de Coubertin

Nel corso del XIX secolo, grazie anche alle numerose invenzioni riguardanti la comunicazione e i trasporti, sorsero in tutta Europa numerosi piccoli eventi sportivi chiamati "giochi olimpici"; inoltre, tra il 1875 e il 1881, durante una missione archeologica, il tedesco Ernst Curtius recuperò tesori e importanti testimonianze degli antichi Giochi olimpici. Pierre de Frédy, barone di Coubertin, storico e pedagogo francese che cercava una spiegazione alla sconfitta francese nella Guerra franco-prussiana, giunse alla conclusione che gli sconfitti non avevano ricevuto un'educazione fisica adeguata, e si impegnò per migliorarla. De Coubertin voleva anche trovare un modo per avvicinare le nazioni e per permettere ai giovani di tutto il mondo di confrontarsi in una competizione sportiva, piuttosto che in guerra.
Ebbe così l'idea di far rivivere i Giochi olimpici dell'Antica Grecia, che si tennero l'ultima volta nel 393, attraverso un grande evento internazionale comprendente gli sport più importanti dell'epoca; di fatto anche gli antichi giochi di Olimpia erano un evento multinazionale, in quanto tutte le polis e le colonie greche gareggiavano l'una contro l'altra. Per alimentare questo nuovo movimento olimpico, de Coubertin cominciò a viaggiare; nel 1890, scrisse un articolo per la rivista La Revue Athletique, nel quale esponeva l'importanza dell'esempio di Much Wenlock: in questa cittadina, nell'ottobre 1850 il medico locale William Penny Brookes fondò i Wenlock Olympian Society Annual Games, un evento sportivo e ricreativo, che includeva gare di atletica leggera, cricket e calcio. De Coubertin prese ispirazione anche dai Giochi olimpici di Zappas, organizzati in Grecia dal filantropo Evangelis Zappas.
Il 25 novembre 1892, in occasione della celebrazione del quinto anniversario della fondazione dell'Union des sociétés françaises de sports athlétiques, il barone francese riunì intellettuali e illustri uomini francesi dell'epoca presso l'anfiteatro della Sorbona di Parigi, per informarli del suo desiderio di attribuire maggior rilievo all'educazione fisica nelle scuole, concludendo il suo discorso con un accorato appello per il rinnovamento degli antichi Giochi olimpici.

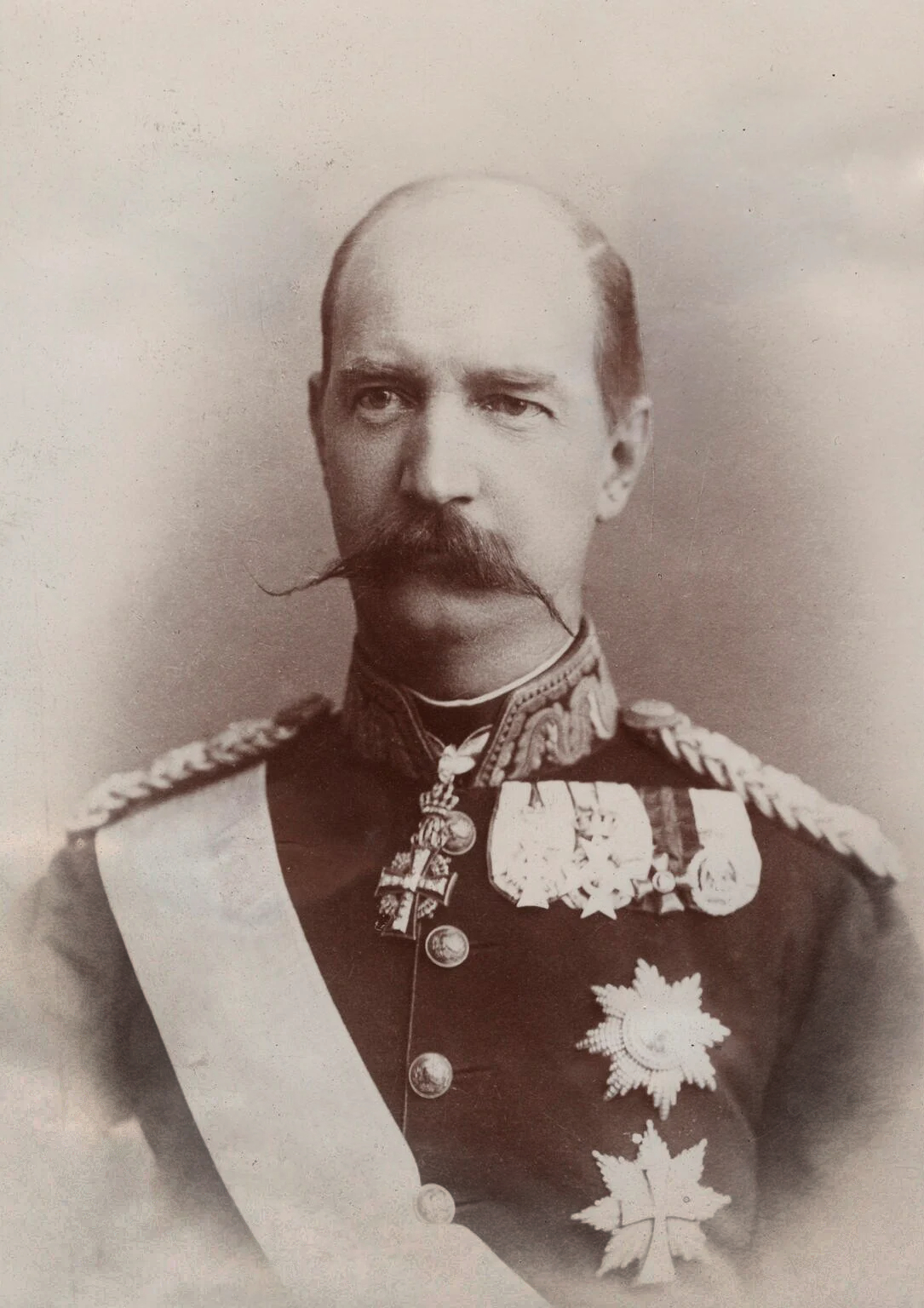
Re Giorgio I di Grecia

La scelta di restaurare l'antica tradizione sportiva e di assegnare i moderni Giochi olimpici alla Grecia venne ufficializzata durante il primo congresso olimpico, organizzato dallo stesso de Coubertin e tenutosi sempre nell'anfiteatro dell'università della Sorbona, dal 16 al 23 giugno 1894. L'incontro ebbe un forte carattere internazionale, grazie alla presenza di molti importanti personaggi che accolsero favorevolmente l'appello di de Coubertin; al primo giorno di lavori parteciparono infatti circa 2.000 persone. Vi erano in tutto 78 delegati, che rappresentavano quarantanove club sportivi delle tredici maggiori potenze mondiali. Furono presenti il re del Belgio Leopoldo II, il principe di Galles Edoardo, il principe ereditario greco Costantino e lo stesso William Penny Brookes, mentre era assente l'organizzatore dei Giochi olimpici di Zappas, Ioannis Fokianos.
Su proposta dello storico francese si decise di organizzare la prima Olimpiade nella stessa capitale francese, durante l'Esposizione universale, nel 1900. Per timore che un periodo di attesa di sei anni, così come ipotizzato inizialmente da de Coubertin, potesse far diminuire l'interesse del pubblico riguardo alla manifestazione, si preferì organizzare un evento olimpico già nel 1896, a solo due anni di distanza dal convegno parigino. Inizialmente, la maggior parte dei membri optava per Londra come sede dell'evento, idea che non trovò il favore di de Coubertin. Tra le città che furono proposte vi era anche Budapest, per celebrare i mille anni dalla fondazione dello Stato magiaro.
Dopo una discussione con Demétrios Vikélas, letterato e dirigente sportivo che rappresentava la Grecia al congresso parigino, de Coubertin propose Atene come città ospitante come patria delle antiche Olimpiadi. La proposta venne accolta all'unanimità dai rappresentanti presenti al congresso. Al termine del convegno, per enfatizzare l'assegnazione della manifestazione alla capitale greca, venne suonato un inno delfico in onore di Apollo. Inoltre, in questo congresso, venne istituito il Comitato Olimpico Internazionale, composto dallo stesso Vikélas, che su proposta di de Coubertin assunse la carica di presidente, e da altri tredici membri; il criterio ispiratore della nomina era che la presidenza del CIO spettasse, per il quadriennio, alla nazione organizzatrice dei Giochi, criterio in seguito mai rispettato.

## Sviluppo e preparazione

### Organizzazione
(re Giorgio di Grecia, 21 giugno 1894)

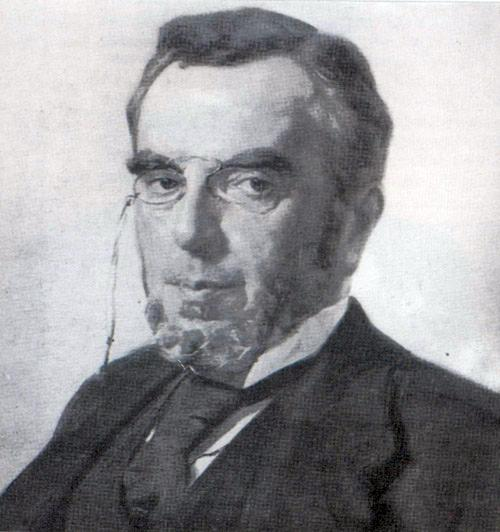
Demetrius Vikelas, primo presidente del CIO

La notizia che i giochi olimpici sarebbero ritornati in Grecia dopo oltre 1500 anni venne accolta favorevolmente dal pubblico greco, dai media e dalla famiglia reale. Secondo de Coubertin, "il re Giorgio I e il principe Costantino hanno appreso, con grande piacere, che le Olimpiadi moderne saranno inaugurate ad Atene, confermando il loro patrocinio riguardo a questi giochi". Il giornale londinese The Times fu invece critico riguardo l'assegnazione delle Olimpiadi alla capitale greca, sottolineando la mancanza di considerazione nei confronti di importanti esempi sportivi britannici, come quelli delle università di Oxford e di Cambridge. Vi furono delle proteste anche da parte della Germania, che considerava i Giochi olimpici una creazione francese, in quanto erano stati voluti da de Coubertin.
All'epoca, in Grecia imperversava una seria crisi economica e politica. La tesoreria pubblica era infatti vicina alla bancarotta e la carica di primo ministro, nel corso degli ultimi anni del XIX secolo, venne occupata alternativamente da Charilaos Trikoupis e Theodōros Dīligiannīs. Per la sua instabilità, sia Trikoupis (che si opponeva duramente ai Giochi olimpici), sia Stephanos Dragoumis, presidente del comitato olimpico Zappas, non credevano che la Grecia fosse in grado di ospitare la manifestazione. Alla fine del 1894, il presidente del comitato organizzatore Stephanos Skouloudis asserì in un articolo che i costi per l'organizzazione dei Giochi sarebbero stati tre volte superiori rispetto a quelli ipotizzati inizialmente da de Coubertin durante congresso parigino e pari a 3.740.000 dracme (circa 448.400 dollari); concluse che i giochi non si sarebbero potuti organizzare, consegnando le proprie dimissioni. Inoltre, il governo Trikoupis decise di ritirare i finanziamenti statali previsti. Nel caso in cui la Grecia avesse deciso di non ospitare più i primi Giochi olimpici, la scelta sarebbe caduta su Budapest.

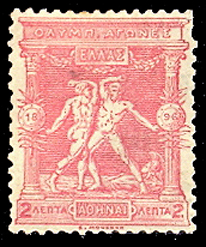
Francobollo commemorativo delle Olimpiadi del 1896

Con la prospettiva della rinascita delle Olimpiadi in forte dubbio, de Coubertin e Vikelas cominciarono una campagna pubblica per mantenere vivo il movimento olimpico. Lo storico francese si recò ad Atene per convincere (in quella che lui definirà nelle sue memorie "la conquista della Grecia" o "la battaglia di Atene") la famiglia reale a interessarsi dell'organizzazione dei Giochi. I loro sforzi si concretizzarono il 7 gennaio 1895, quando il presidente del CIO annunciò che il principe ereditario Costantino avrebbe assunto la carica di presidente onorario del comitato organizzatore. Quest'ultimo era composto da dodici membri che sedevano in cerchio in assemblea; i componenti erano Nikolaos Deligiannis, Leon Delygeorgis, Alexandros Zaimis, Pyrros Karapanos, Nikolaos K. Metaxas, Kyriakos Mavromikhalis, Alexandros Skouzes, Georgios Typaldos-Kozakis, Georgios K. Romas, Alexandros D. Soutsos e Th. Retsinas, mentre la carica di segretario generale era ricoperta da Timoleon J. Filimon e quella di tesoriere da Paulos Skouzes. Ogni disciplina aveva poi un proprio sotto-comitato. Un'ulteriore novità a favore di de Coubertin arrivò con le dimissioni di Trikoupis e l'assunzione della carica di primo ministro greco da parte di Diligiannis, maggiormente favorevole all'organizzazione dei Giochi olimpici rispetto al predecessore.

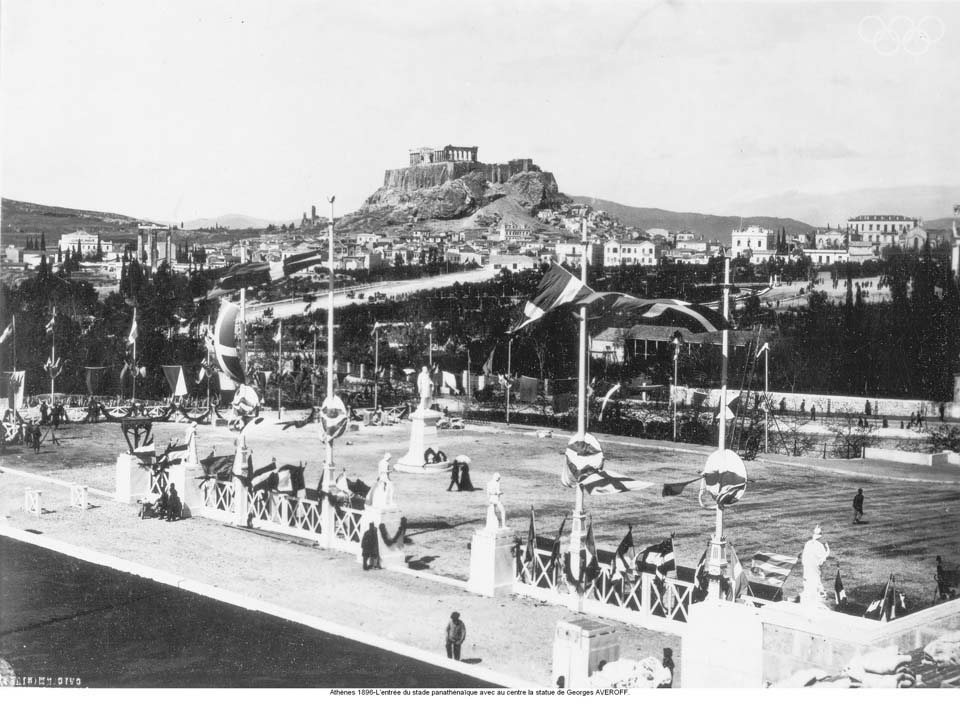
L'entrata del Panathinaiko; al centro la statua di George Averoff, sullo sfondo, l'Acropoli di Atene

La prima occupazione del principe Costantino fu di cercare i fondi necessari per poter organizzare le Olimpiadi, facendo affidamento sul sentimento patriottico del popolo greco per motivarlo a fornire il denaro richiesto. Per questo motivo, il 24 novembre 1894, nacque il Comitato Olimpico Ellenico, il primo comitato olimpico nazionale della storia. L'entusiasmo di Costantino convinse numerosi connazionali a contribuire, ottenendo circa 330.000 dracme. Venne inoltre commissionata una speciale serie di francobolli, la cui vendita avrebbe portato ulteriori introiti per oltre 400.000 dracme, mentre la vendita dei biglietti per assistere alla cerimonia di apertura e alle gare ne portò ulteriori 200.000. Alla specifica richiesta di Costantino, il facoltoso uomo d'affari George Averoff pagò la costruzione dello Skopeftirion a Kallithea, del velodromo di Neo Phaliron e il restauro dello stadio Panathinaiko, sotto la supervisione degli architetti Ernst Ziller e Anastasios Metaxas, donando circa 920.000 dracme, pari a circa 120.000 dollari del 1896, solo per quest'ultimo progetto. Come tributo alla sua generosità, venne costruita ed eretta al di fuori dello stadio una statua rappresentante l'imprenditore greco, inaugurata il 5 aprile, il giorno prima dell'apertura dei giochi.
Il primo regolamento olimpico del 1894 stabilì che potessero essere ammessi solo gli sportivi dilettanti (con la sola eccezione di una gara di fioretto), per cui parteciparono alle competizioni studenti, marinai, impiegati e persone che praticavano lo sport solo come passatempo. Alcuni presero parte ai giochi perché erano in Grecia per vacanza o per lavoro (ad esempio, alcuni dei partecipanti inglesi lavoravano nell'ambasciata britannica) o perché avevano la necessità di essere ad Atene nel periodo in cui si tenevano i Giochi. In alcuni casi parteciparono alle gare anche dei turisti che in quel momento stavano visitando la Grecia. Per questo motivo, si hanno poche notizie sui protagonisti della manifestazione e molti di loro parteciparono alle successive edizioni dei Giochi olimpici.
Lunedì 6 corrente furono organizzate le feste per i giuochi olimpici. L'aspettativa grandissima che vi era per questi giuochi non fu certamente superiore al risultato. La prima giornata fu splendida e per il concorso del pubblico e per i giuochi stessi che dal lato sportivo nulla lasciarono a desiderare. La folla che si radunò nello stadio e attorno al recinto si calcola più di ottantamila persone; la famiglia reale, cioè re Giorgio, le principesse Maria e Sofia e il principe Michielovich, venne alle tre allo stadio ed accolta dal principe ereditario e dal comitato dei Giuochi olimpici esaminò attentamente la stupenda restaurazione del circolo dovuta alla munificenza di un ricco signore greco. Quindi il re, dopo aver tenuto un discorso con sentite e giustissime parole, salutò tra gli applausi universali la balda gioventù accorsa da ogni parte del mondo a prender parte alle gare, [e] prese possesso dello stadio a nome della Grecia. Incominciarono allora le orchestre riunite ad eseguire l'inno olimpico, opera del nostro amico Spyro Amara che diresse egli stesso, infine furono aperte le gare.
Il regolamento dei Giochi olimpici escluse poi le donne dalle competizioni: il barone de Coubertin, influenzato dalla cultura dell'età vittoriana, in cui il genere femminile era considerato inferiore rispetto a quello maschile, e dalla tradizione dei Giochi olimpici antichi (in cui solo gli uomini erano autorizzati a partecipare agli eventi, con l'esclusione di donne, schiavi e barbaroi, ovvero non greci), era contrario alla loro partecipazione ai Giochi o nello sport in generale; anzi, credeva che "la partecipazione delle donne fosse un male per l'atleta di sesso maschile" e che le sportive dovessero essere escluse dal programma olimpico.
Non esisteva un villaggio olimpico, quindi gli atleti dovettero provvedere da soli al vitto e all'alloggio, oltre che al viaggio, problemi questi che portarono alla rinuncia della partecipazione ufficiale da parte di numerosi paesi, come ad esempio Italia e Paesi Bassi. La giuria, gli arbitri e il direttore dei Giochi avevano gli stessi nomi degli ufficiali dei giochi olimpici antichi, cioè eforo, ellanodico e alitarco. Re Giorgio I si presentava come un arbitro finale; secondo de Coubertin, "la sua presenza dava peso e autorità alle decisioni degli efori".
I fotografi ufficiali della manifestazione, per tutte le discipline, furono sei, inviati dalla Kodak; in particolare, il tedesco Albert Meyer fu l'autore della maggior parte delle foto disponibili. Circa trentacinque giornalisti documentarono l'evento; tra questi vi erano diversi francesi come Frantz Reichel (che prese parte anche ad alcune gare di atletica) de Le Vélo e Charles Maurras de La Gazette de France, mentre il Times inviò ad Atene James David Bourchier. Il quotidiano sportivo La Gazzetta dello Sport nacque il 3 aprile 1896, con l'unione de Il ciclista e de La tripletta, solo pochi giorni prima della cerimonia d'apertura della prima Olimpiade.
Durante i dieci giorni di competizioni vennero organizzati numerosi eventi artistici, che si svolsero a margine delle manifestazioni sportive. Per l'occasione, nella capitale vennero installate numerose lanterne e luci. Anche il Partenone fu illuminato da luci colorate. Il programma dei festeggiamenti prevedeva grandi fiaccolate, concerti (soprattutto degli inni nazionali stranieri), numerosi ricevimenti e rappresentazioni teatrali di antiche tragedie greche, come la Medea di Euripide e l'Antigone di Sofocle.

### Sedi di gara

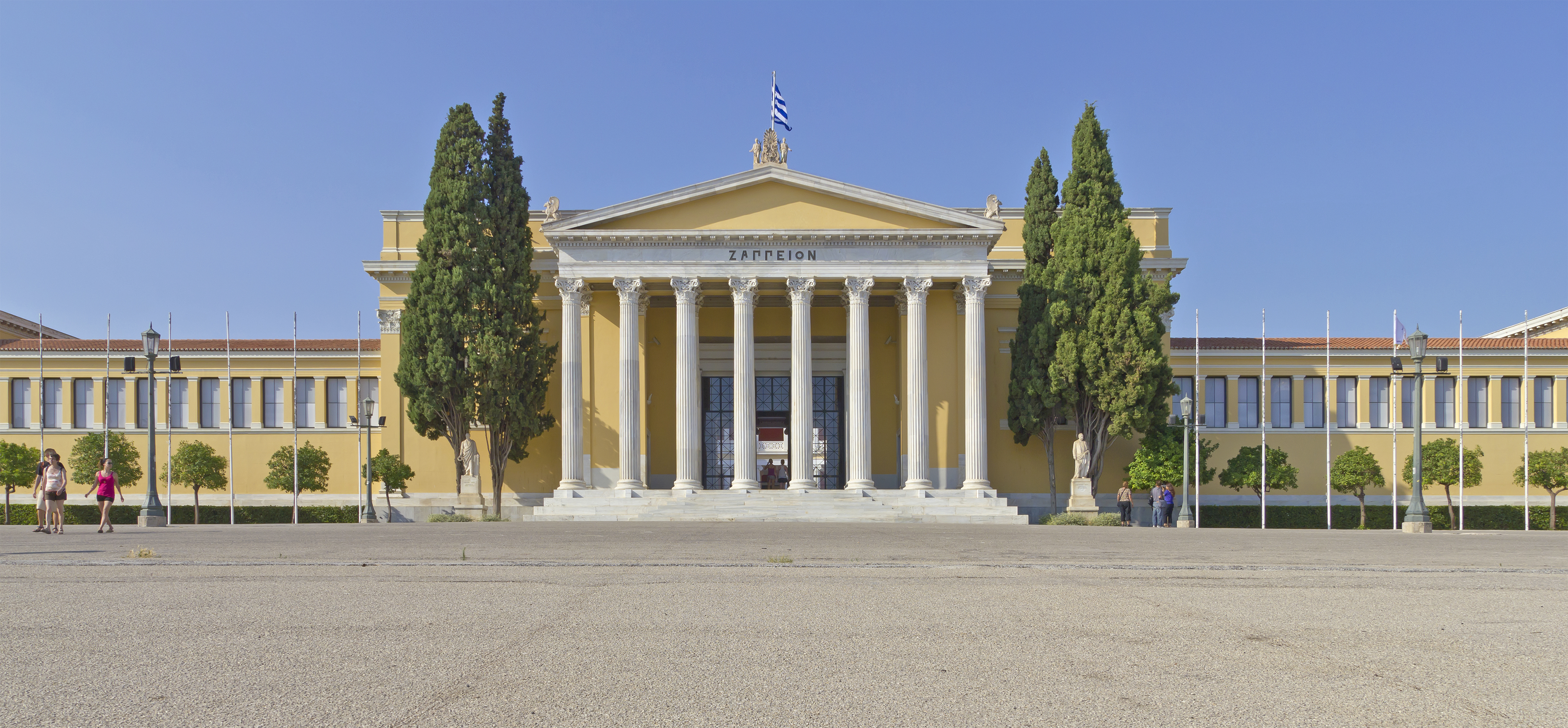
Lo Zappeion

#### Atene
- Stadio Panathinaiko - Cerimonie di apertura e di chiusura, atletica leggera, ginnastica, lotta, sollevamento pesi
- Tennis Club - Tennis
- Zappeion - Scherma

#### Altre sedi
- Baia di Zea, Il Pireo - Nuoto
- Skopeftirion, Kallithea - Tiro a segno
- Maratona - Ciclismo (corsa in linea), maratona
- Velodromo di Neo Phaliron, Faliro - Ciclismo, tennis

### Simboli

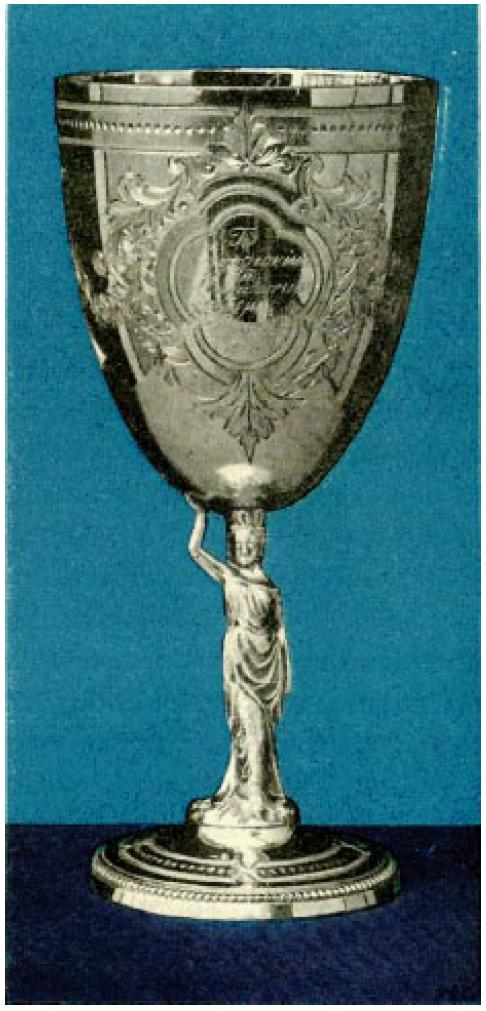
La coppa offerta a Spyridōn Louīs

A differenza delle successive edizioni dei Giochi olimpici, alle Olimpiadi del 1896 non vennero distribuite medaglie d'oro e solo i primi due classificati ricevettero un premio: ai vincitori di ogni gara spettarono una corona d'olivo, proveniente dall'Altis, nei pressi di Olimpia, una medaglia d'argento, coniata da Jules-Clément Chaplain, e un attestato, disegnato dal pittore greco Nikolaos Gysis. Le medaglie hanno su un lato la rappresentazione di Zeus che tiene in mano un globo, sul quale è posta la Vittoria alata, mentre sulla sinistra si trova la scritta Ολυμπία ("Olimpia" in greco); sull'altra faccia della medaglia, vi è l'immagine dell'Acropoli, sormontata dall'inscrizione in greco Θερινοί Ολυμπιακοί Αγώνες ("Giochi olimpici internazionali"). I secondi classificati invece ricevettero una medaglia di rame, disegnata da Nikiphoros Lytras, e un ramo d'alloro.
Il primo atleta a essere stato premiato fu Tom Burke, seguito da Teddy Flack, Thomas Curtis e Spyridōn Louīs. Ad alcuni vincitori spettarono ulteriori premi: Bob Garrett venne premiato dal principe ereditario Costantino con un antico vaso per la sua performance nel lancio del disco, Pantelīs Karasevdas con una carabina, Iōannīs Fragkoudīs con una pistola e Spyridōn Louīs con una coppa d'argento rappresentante un corridore, consegnata da Michel Bréal, linguista e amico di de Coubertin, che propose la presenza all'Olimpiade della maratona.
A causa della mancata consegna dei premi ai terzi classificati, l'attribuzione delle medaglie di bronzo è molto incerta: le documentazioni non sempre riportano l'ordine di arrivo e spesso gli atleti piazzati dopo il secondo posto sono disposti tutti, a pari merito, in terza posizione; i vincitori di ogni gara furono inseriti solo successivamente nei medaglieri ufficiali olimpici, assegnando retroattivamente le tre odierne medaglie olimpiche.

## I Giochi

### Paesi partecipanti

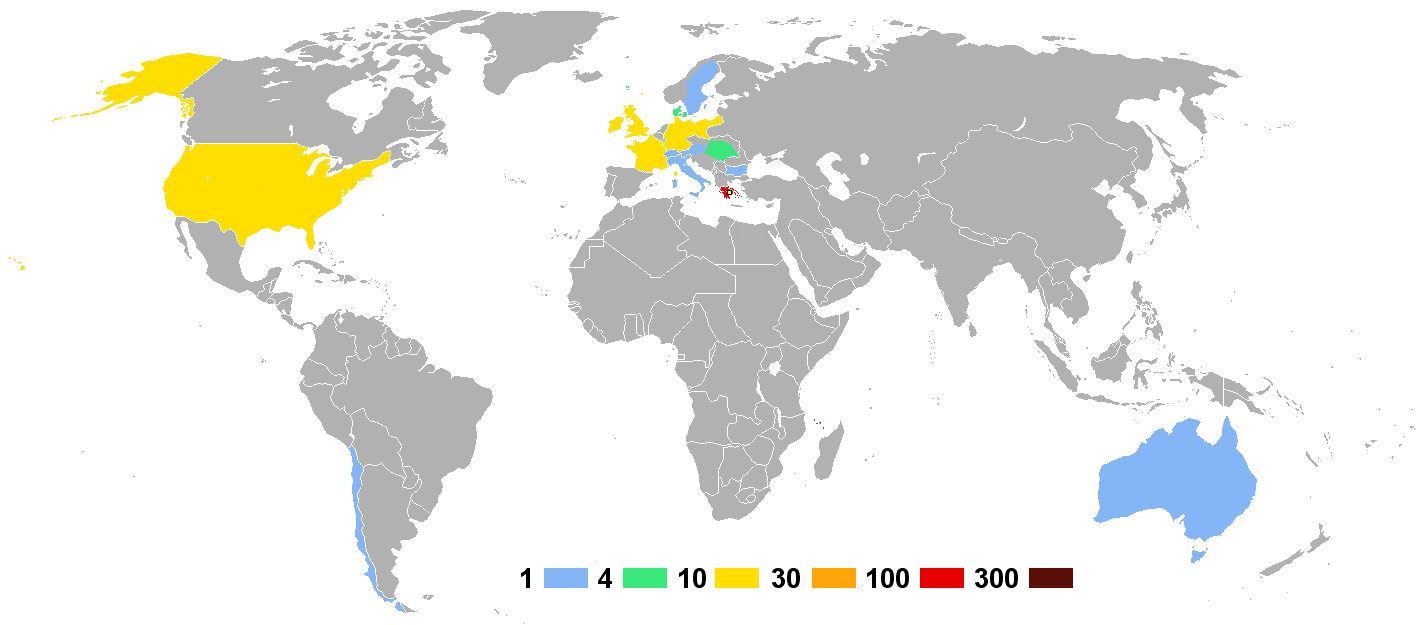
Atleti partecipanti per nazione:
Azzurro: 1-3 atleti
Verde: 4-9 atleti
Giallo: 10-100 atleti
Rosso: 100 o più atleti

Gli atleti iscritti all'edizione inaugurale delle Olimpiadi moderne furono 241, di cui 169 greci, in rappresentanza di 14 nazioni, secondo la suddivisione politica dell'epoca; il computo totale dei partecipanti tuttavia non è univoco e altre fonti testimoniano di 285 partecipanti per 197 greci. Per quanto ben organizzate e sorrette da una buona campagna di stampa, le rappresentative degli Stati stranieri non erano una selezione dei rispettivi migliori sportivi, in quanto vigeva il principio decoubertiano del dilettantismo.
I primi Giochi olimpici si svolsero in un periodo storico segnato dall'imperialismo e dal colonialismo, durante il quale la gran parte degli Stati del XXI secolo non esisteva oppure presentavano confini notevolmente diversi. Per questi motivi, tutte le cronache e gli studi storici sui Giochi seguono parametri diversi nell'individuazione degli stati di origine dei vari partecipanti: Alcuni storici suddividono gli atleti secondo i confini nazionali del XXI secolo, altri mantengono la suddivisione politica dell'epoca. Soprattutto per alcuni atleti greci esiste molta ambiguità nell'identificazione della loro nazionalità, in quanto, sebbene alcuni fossero sicuramente di etnia greca, provenivano da territori del Mediterraneo orientale non ricompresi fra i confini della Grecia dell'epoca, come Smirne (città parte dell'Impero ottomano), Cipro e l'Egitto (questi ultimi protettorati britannici). Inoltre, i compilatori dei vari medaglieri e delle varie ricostruzioni non operano sempre in coerenza col criterio di fondo di volta in volta adottato, preferendo assegnare medaglie a stati che all'epoca non erano ancora indipendenti.

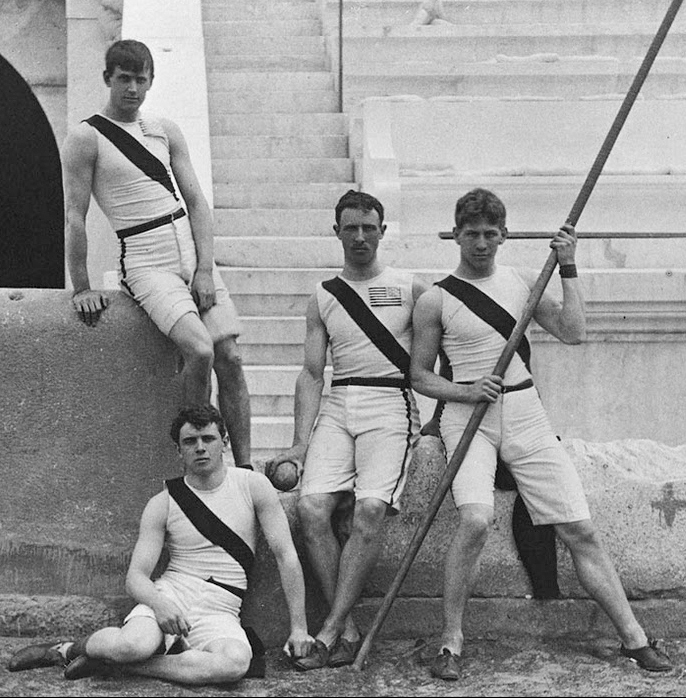
Atleti provenienti dall'Università di Princeton; da sinistra; Frank Lane, Herbert Jamison, Bob Garrett e Albert Tyler

La partecipazione era libera: gli atleti non avevano l'obbligo di rappresentare una nazione. Per gli Stati Uniti, ad esempio, parteciparono la Boston Athletic Association e vari studenti delle Università di Harvard e di Princeton, grazie all'influenza del professor William Milligan Sloane, fondatore e primo presidente del Comitato Olimpico degli Stati Uniti, e per il Gran Bretagna la British Athletics Federation. Belgio e Russia, che avevano annunciato l'invio di una delegazione di atleti e parteciparono con alcuni funzionari alla cerimonia di apertura, alla fine non presentarono alle competizioni nessun partecipante. Gli atleti di
Austria e Ungheria, nazioni all'epoca unite nell'Impero austro-ungarico, si presentarono separatamente (e così fu anche nelle edizioni successive fino allo scoppio della Prima guerra mondiale). I due ori vinti dall'australiano Teddy Flack sono solitamente assegnati all'Australia, che tuttavia raggiunse l'indipendenza solo nel 1901.
La Svezia era all'epoca unita alla Norvegia, tuttavia, dal momento che l'unico partecipante, Henrik Sjöberg, proveniva da Stoccolma, viene segnalata solo la presenza svedese a queste Olimpiadi. Il Comitato Olimpico Bulgaro rivendica la presenza di quattro membri del club di ginnastica di Sofia "Yunek": di questi solo il maestro di ginnastica svizzero Charles Champaud avrebbe poi preso parte ai Giochi. Alcune fonti, ritenute attendibili dal CIO, dimostrano la partecipazione del Cile ad Atene con Luis Subercaseaux, un quindicenne che avrebbe partecipato ai 100m, 400m e 800m piani; la maggior parte degli storici olimpici, tuttavia, non riportano la sua presenza ad Atene 1896. L'Italia, sebbene il conte Mario Lucchesi-Palli e il duca Riccardo Carafa d'Andria fossero membri del CIO, rinunciò per ragioni economiche; tuttavia, si presentò ad Atene il maratoneta Carlo Airoldi, la cui iscrizione non venne accettata perché ritenuto dalla giuria un atleta "professionista". Il giornalista greco Vladis Gavrilidis dimostrò la partecipazione di Giuseppe Rivabella, che partecipò alla gara di tiro a segno con carabina militare. Alcuni studiosi ipotizzano che altri atleti, come il ciclista Angelo Porciatti, abbiano partecipato a questi Giochi, senza trovare però la conferma del CIO.
In elenco i paesi partecipanti in ordine alfabetico (tra parentesi il numero di atleti per delegazione):
- Australia (1)
- Austria (3)
- Bulgaria (1)
- Cile (1)
- Danimarca (3)

- Francia (13)
- Germania (19)
- Gran Bretagna (10)
- Grecia (169)
- Italia (1)

- Stati Uniti (14)
- Svezia (1)
- Svizzera (3)
- Ungheria (7)

### Discipline

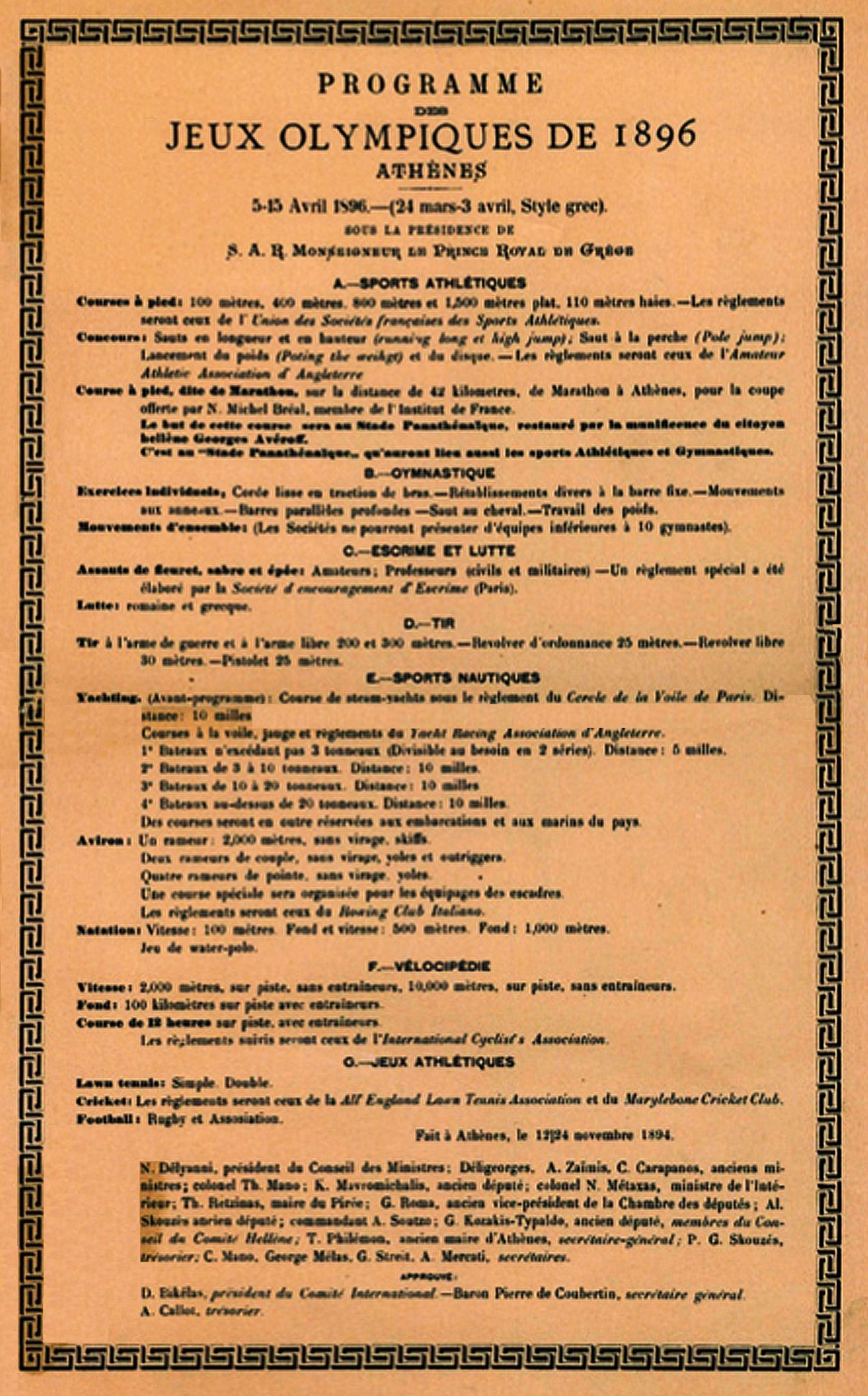
Programma dei Giochi della I Olimpiade

Durante il Congresso olimpico del 1894 alla Sorbona, un gran numero di sport vennero presi in considerazione per il programma olimpico. Tra il 12 e il 24 novembre 1894, durante una riunione svoltasi ad Atene, alcuni funzionari del comitato organizzatore stilarono una lista di discipline che avrebbero potuto soddisfare il requisito del dilettantismo; questi erano l'atletica leggera, il canottaggio, il ciclismo, il cricket, l'equitazione, la ginnastica, la lotta, il nuoto, la scherma, il tennis e la vela.
La scherma fu l'unico sport in cui i professionisti ebbero il diritto di partecipare, in un evento riservato ai maestri di fioretto. Tra le prove di forza, vennero ammessi il sollevamento pesi e la lotta greco-romana, a differenza del pugilato, giudicato privo di nobiltà in confronto alle altre due prove. Il ciclismo, all'epoca la disciplina più popolare, venne inserito nel programma ufficiale, mentre il tiro a segno venne imposto da de Coubertin. Vennero accettati alcuni sport praticati dalle classi medio-basse, come la ginnastica, il nuoto e il canottaggio, così come altre due discipline più nobili, il tennis e la vela.
Anche se era molto amata nel XIX secolo e inizialmente anche prevista, non si svolse alcuna prova di equitazione per difficoltà nel trasporto dei cavalli. Gli sport di squadra, come il rugby e il calcio, con l'eccezione di alcune gare della ginnastica, non fecero parte del programma ufficiale, in quanto solo raramente questi erano praticati da dilettanti. Venne comunque organizzato un torneo calcistico in parallelo alla manifestazione, che però non venne riconosciuto dal comitato organizzatore; una selezione danese batté 15-0 una squadra di Smirne e un'altra di Atene. Inoltre, il torneo di cricket non venne inserito a causa della mancanza di partecipanti. Le caratteristiche del suolo greco e le difficoltà organizzative impedirono l'inserimento del polo nel programma olimpico. Altre discipline al tempo molto popolari, come il golf, vennero escluse all'ultimo momento. Inoltre, Pierre de Coubertin avrebbe voluto iscrivere nel programma olimpico il pattinaggio di figura, esclusivamente perché era una disciplina sconosciuta ai greci, ma dovette desistere data l'assenza di piste apposite nel Paese.
Le gare di canottaggio e di vela, inizialmente previste per il 14 aprile, non vennero svolte a causa del cattivo tempo: in quei giorni primaverili, il clima fu pessimo, con temperature rigide, forti venti, mare molto mosso e le cronache narrano anche di un'abbondante nevicata. In totale dunque si svolsero quarantatré competizioni, suddivise in nove discipline sportive:
| Disciplina                                    | Maschile |
| --------------------------------------------- | -------- |
| Atletica leggera                              | 12       |
| Ciclismo Ciclismo su strada Ciclismo su pista | 6 1 5    |
| Ginnastica                                    | 8        |
| Lotta                                         | 1        |
| Nuoto                                         | 4        |

| Disciplina                        | Maschile |
| --------------------------------- | -------- |
| Scherma                           | 3        |
| Sollevamento pesi                 | 2        |
| Tennis                            | 2        |
| Tiro a segno • Carabina • Pistola | 5 2 3    |
| Totale (9 sport)                  | 43       |

### Calendario delle gare
Qui è riportato il calendario delle gare disputate ai Giochi della I Olimpiade, secondo il calendario gregoriano;
|  | Cerimonia di apertura |  | Competizioni |  | Finali |  | Cerimonia di chiusura |

| Data              | 06/04 | 07/04 | 08/04 | 09/04 | 10/04 | 11/04 | 12/04 | 13/04 | 14/04 | 15/04 |
| ----------------- | ----- | ----- | ----- | ----- | ----- | ----- | ----- | ----- | ----- | ----- |
| Cerimonie         | ●     |       |       |       |       |       |       |       |       | ●     |
| Atletica leggera  | ●     | ●     |       | ●     | ●     |       |       |       |       |       |
| Ciclismo          |       |       | ●     |       |       | ●     | ●     | ●     |       |       |
| Ginnastica        |       |       |       | ●     | ●     |       |       |       |       |       |
| Lotta             |       |       |       |       |       | ●     |       |       |       |       |
| Nuoto             |       |       |       |       |       | ●     |       |       |       |       |
| Scherma           |       | ●     |       | ●     |       |       |       |       |       |       |
| Sollevamento pesi |       | ●     |       |       |       |       |       |       |       |       |
| Tennis            |       |       |       |       |       | ●     |       |       |       |       |
| Tiro a segno      |       |       |       | ●     | ●     | ●     | ●     |       |       |       |

### Cerimonia di apertura

La cerimonia di apertura dei Giochi della I Olimpiade

Il 6 aprile (25 marzo secondo il calendario giuliano), vennero ufficialmente aperti i primi Giochi olimpici della storia contemporanea; era il lunedì dell'Angelo, sia per la Chiesa cattolica sia per la Chiesa cristiana ortodossa, oltre che l'anniversario dell'indipendenza greca.
Le strade e gli edifici di Atene erano stati addobbati con bandiere colorate, corone di fiori e striscioni recanti le lettere "OA" (iniziali greche per "Ολυμπιακοί Αγώνες", "Giochi olimpici" in greco) e le date 776-1896; secondo la tradizione infatti, il 22 giugno 776 a.C. si tennero i primi Giochi olimpici antichi. I biglietti per assistere alla cerimonia di apertura e alle altre prove erano in vendita presso la sede del comitato organizzatore, oltre che nei caffè, negli alimentari e nelle tabaccherie, al prezzo di due dracme per i posti a sedere e di una dracma e mezzo per le posizioni peggiori e per i posti in piedi.
Al mattino, la famiglia reale e gli organizzatori parteciparono a un Te Deum nella cattedrale di Atene, per commemorare la liberazione dall'invasione turca. A mezzogiorno, la folla cominciò ad affluire allo Stadio Panathinaiko, guidata dalla "polizia olimpica", creata appositamente per mantenere l'ordine nello stadio e nelle sedi delle gare. Questi addetti erano riconoscibili dalla loro divisa, fatta da pantaloni neri, giacca cerise e casco bianco.
Allo stadio Panathinaiko erano presenti circa 80.000 persone, incluso il re di Grecia, sua moglie Olga e i loro figli. In generale, gli atleti erano allineati e raggruppati per nazione. Dopo un discorso del principe Costantino, presidente del comitato organizzatore, alle 15:30 prese la parola suo padre, Giorgio I, che aprì ufficialmente i Giochi olimpici:
(Re Giorgio I di Grecia)
Non era prevista la lettura del giuramento, che verrà introdotto solamente ai Giochi della VII Olimpiade di Anversa del 1920. In seguito, nove bande e centocinquanta coristi eseguirono l'inno olimpico, composto per l'occasione da Spiro Samara, con il testo scritto dal poeta Kostis Palamas, inno che verrà dichiarato ufficiale dal CIO nel 1958 e reintrodotto a partire da Roma 1960. La folla fu così entusiasta dell'opera che il re ne chiese la ripetizione.

### Avvenimenti principali

#### Atletica leggera

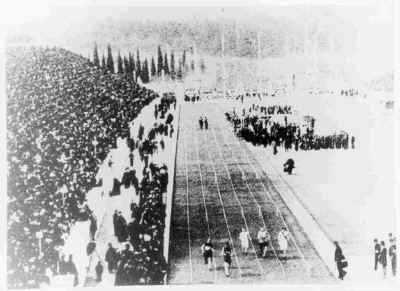
La finale dei 100 metri piani allo Stadio Panathinaiko

Le gare di atletica leggera ebbero un enorme interesse internazionale, maggiore rispetto a quello degli altri sport. Vennero usate le regole dell'Union des sociétés françaises de sports athlétiques per le gare di velocità e dell'Amateur Athletic Association inglese per i concorsi. Alle 12 diverse competizioni presero parte 63 atleti, provenienti da 10 nazioni, facendo sì che questa risultò la disciplina più internazionale. Non furono stabiliti nuovi primati mondiali, sia perché non erano presenti atleti di livello internazionale, sia per le caratteristiche tecniche dello stadio.
La competizione principale fu la maratona, una corsa dall'omonima città alla capitale greca, creata da Michel Bréal prendendo spunto dalla leggenda di Fidippide. Il vincitore di questa gara fu Spyridōn Louīs, che divenne eroe nazionale greco applaudito da oltre 100 000 spettatori al suo arrivo. Teddy Flack, l'unico australiano della manifestazione, conquistò due medaglie d'oro nei 800 e nei 1500 metri e una terza, di bronzo, nel tennis. Lo statunitense Tom Burke vinse i 100 metri in 12 secondi e i 400 metri in 54,2 secondi.
Ellery Clark fu vittorioso nel salto in alto e nel salto in lungo. Nel salto triplo dominò invece James Connolly, con un netto distacco dal secondo classificato. Bob Garrett, che ottenne in totale quattro medaglie, vinse nel lancio del disco e nel getto del peso, sebbene gli atleti greci fossero i favoriti in entrambi gli eventi. Bill Hoyt vinse nel salto con l'asta. Sulle 12 discipline, la squadra statunitense vinse complessivamente 17 medaglie, di cui 9 d'oro, 5 d'argento e 3 di bronzo.

#### Ciclismo

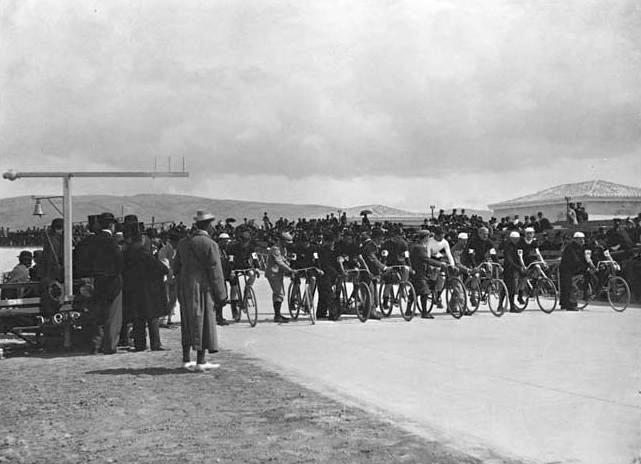
La partenza della gara su strada

Per le gare di ciclismo vennero usate le regole dell'Unione Ciclistica Internazionale. Si tenne solo un evento di ciclismo su strada, la corsa in linea, una competizione di 87 chilometri da Atene a Maratona e ritorno, vinta, nonostante tre cadute, da Aristeidīs Kōnstantinidīs in 3h 22' 31", davanti a August Goedrich e Edward Battel. Non tutti i partecipanti avevano biciclette professionali, come ad esempio Konstantinidis, il quale vinse la gara su strada su un mezzo amatoriale, che ruppe per ben due volte: alla seconda rottura, fu costretto a prendere la bicicletta di una persona del pubblico per concludere l'evento.
Le gare di ciclismo su pista si tennero al velodromo di Neo Phaliron, una struttura creata per l'occasione da 7000 spettatori della lunghezza di 333,33 metri , e videro in Paul Masson il miglior ciclista delle competizioni; il francese infatti vinse i 2000 metri, la 10 chilometri e la cronometro. Nei 100 chilometri vinse invece il suo connazionale Léon Flameng, nonostante una caduta. Adolf Schmal vinse la maratona di 12 ore, in quella che fu l'ultima competizione tenuta in questi giochi olimpici; l'austriaco precedette di un solo giro l'unico altro ciclista che riusci a concludere la gara, il britannico Frederick Keeping. In totale, dei 19 ciclisti che parteciparono alle 6 gare, i due francesi portarono a casa 6 medaglie, di cui 4 d'oro.

#### Ginnastica

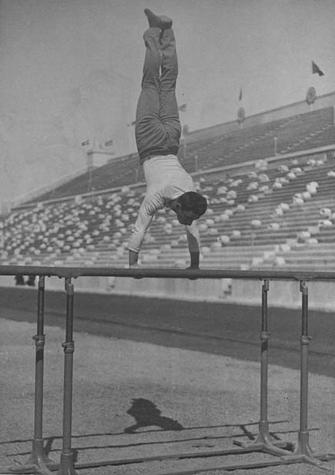
Alfred Flatow alle parallele

Le gare della ginnastica si tennero all'interno dello stadio Panathinaiko. Vi parteciparono 71 atleti, 52 dei quali erano ellenici, provenienti da 9 paesi. La compagine tedesca partecipò con 11 atleti, la maggior parte provenienti da due squadre berlinesi, la Berliner Turnerschaft e la Turngemeinde in Berlin, e fu la protagonista in gran parte delle competizioni. La Turnerschaft vinse precedendo il Panellīnios e l'Ethnikos, due team greci, la gara delle parallele a squadre e conquistò anche il primo posto nella trave, dove fu la sola squadra iscritta.
Tre atleti tedeschi furono campioni di altrettante gare individuali: Hermann Weingärtner vinse nella trave, Alfred Flatow nelle parallele e Carl Schuhmann, che partecipò vittoriosamente anche alla gara di lotta, nel volteggio. Lo svizzero Louis Zutter vinse nel cavallo, mentre i greci Iōannīs Mītropoulos e Nikolaos Andriakopoulos furono vittoriosi, rispettivamente, negli anelli e nella fune. Sulle 8 discipline, i tedeschi vinsero in totale dieci medaglie, di cui 5 d'oro, 3 d'argento e 2 di bronzo.

#### Lotta

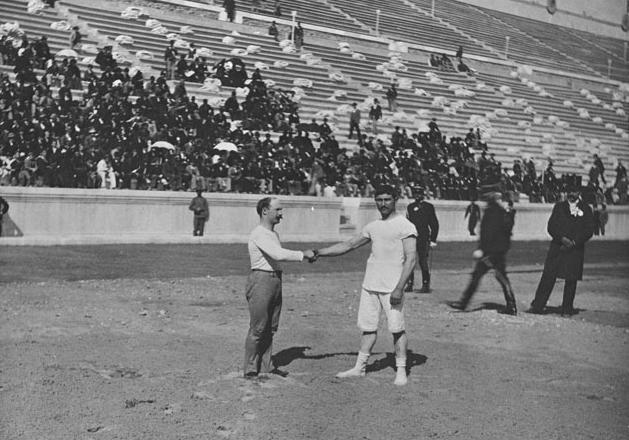
Carl Schuhmann e Geōrgios Tsitas prima della finale nella lotta

Ai Giochi della I Olimpiade venne disputato un solo evento di lotta greco-romana, che si tenne all'interno del Panathinaiko. Le regole erano simili a quelle della moderna lotta greco-romana, sebbene non ci fossero limiti di tempo e non erano previste diverse classificazioni in base al peso per i lottatori.
Tre dei cinque partecipanti provenivano da altre discipline e lo stesso vincitore, Carl Schuhmann, era in realtà un campione olimpico di ginnastica. I soli atleti specializzati in questa disciplina erano i due greci, Geōrgios Tsitas e Stefanos Christopoulos; gli spettatori dunque puntarono molto su questa disciplina, sognando una finale tutta ellenica, dal momento che i migliori lottatori europei avevano ignorato la gara. L'evento fu tuttavia oscurato dalla vittoria di Spyridōn Louīs nella maratona.
Il campione olimpico di sollevamento pesi, l'inglese Launceston Elliot venne sconfitto da Schuhmann, che incontrò in finale il greco Tsitas, il quale, a sua volta, aveva battuto il connazionale Christopoulos. Dopo 40 minuti l'incontro fu sospeso per l'oscurità, nonostante le proteste di Schuhmann, per continuare il giorno seguente. Il tedesco riuscì a battere il proprio avversario dopo solo quindici minuti, per un fallo tecnico.

#### Nuoto

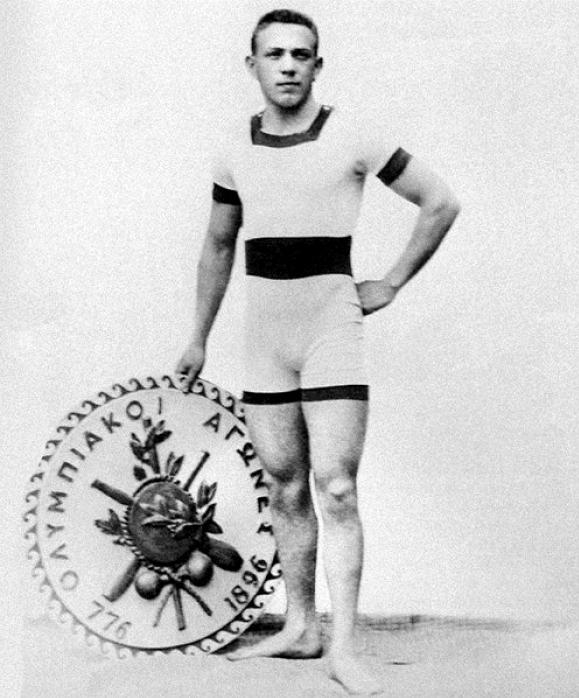
Alfréd Hajós

Le gare di nuoto si tennero tutte l'11 aprile, nella baia di Zea, nei pressi del Pireo, in mare mosso e gelido (la temperatura era di soli 13 °C). Si svolsero in mare aperto, dal momento che gli organizzatori si rifiutarono di spendere i soldi necessari per costruire uno stadio apposito e, nonostante tutto, circa 20.000 spettatori assistettero alle gare. Vi parteciparono 19 nuotatori, provenienti da 4 paesi; 15 erano i partecipanti greci. Si svolsero quattro diverse specialità, tutte in stile libero; i 100 metri, i 500 metri, i 1200 metri e i 100 metri per marinai, una gara esclusiva per i membri della marina militare greca, che non riscosse un grande favore da parte del pubblico.
Il diciassettenne ungherese Alfréd Hajós partecipò ai 100 e ai 1200 metri, vincendo entrambe le gare. Non poté partecipare ai 500 metri solo perché non vi era il tempo necessario per recuperare le forze, dal momento che questa si disputò tra le altre due gare. Su questa distanza, il vincitore fu l'austriaco Paul Neumann. Iōannīs Malokinīs vinse la gara riservata ai marinai greci. Sulle quattro diverse competizioni, i partecipanti ellenici vinsero in totale 7 medaglie, di cui una d'oro. Il medagliere di categoria fu comunque vinto dall'Ungheria, grazie ai due ori di Hajós.

#### Scherma

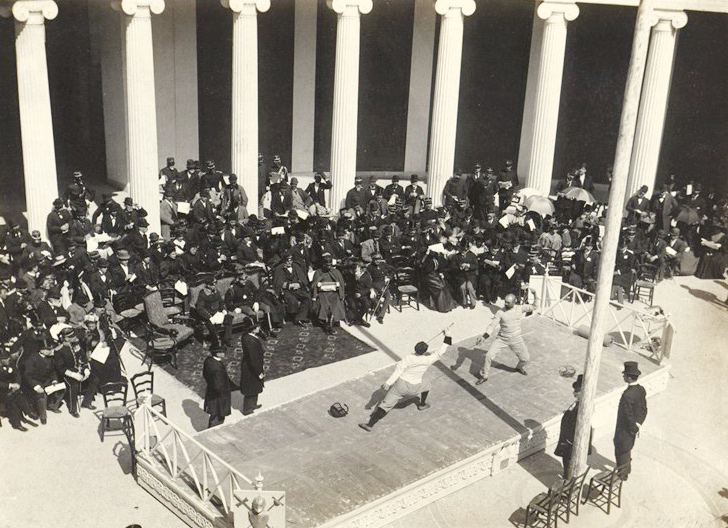
La finale del torneo di fioretto

Le gare di scherma si tennero nello Zappeion, costruito dall'imprenditore e filantropo Evangelis Zappas appositamente per l'organizzazione di manifestazioni sportive internazionali. Diversamente dagli altri sport (nei quali potevano partecipare solo atleti dilettanti), i professionisti potevano partecipare a una gara di questa disciplina, il fioretto per maestri.
In origine, si dovevano tenere quattro diverse gare, ma quella di spada venne cancellata per motivi sconosciuti. La gara del fioretto venne vinta dal francese Eugène-Henri Gravelotte, che batté in finale il suo connazionale Henri Callot. Nell'evento della sciabola a primeggiare fu lo schermidore greco Iōannīs Geōrgiadīs, che vinse tutte e quattro gli incontri, precedendo il connazioanle Tīlemachos Karakalos; a questa gara parteciparono anche Adolf Schmal, vincitore di tre medaglie olimpiche nel ciclismo, e Holger Nielsen, vincitore della medaglia di bronzo in questo evento, medagliato inoltre nella pistola libera. Anche nella gara di fioretto per professionisti il vincitore fu un ellenico, Leōnidas Pyrgos, che divenne il primo campione olimpico greco dell'era moderna, superando 3-1 il solo avversario della gara, il francese Joanni Perronet.. In totale, su 15 partecipanti a questa disciplina, provenienti da 4 diverse nazioni, gli schermidori greci conquistarono dunque 4 medaglie, di cui 2 d'oro, 1 d'argento e 1 di bronzo.

#### Sollevamento pesi

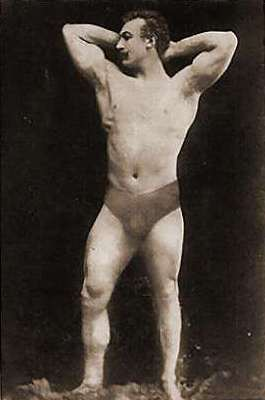
Launceston Elliot

Le gare di sollevamento pesi, che si tennero nello stadio Panathinaiko, non avevano alcuna distinzione per categorie di peso. Vi parteciparono 7 atleti, anche se solo due si contesero la medaglia d'oro: lo scozzese Launceston Elliot, che affascinò il pubblico greco, e il danese Viggo Jensen. Nel sollevamento con due mani, alzarono entrambi lo stesso peso (111,5 kg), ma la giuria, con re Giorgio I come presidente, decise che Jensen aveva uno stile migliore, a dispetto di Elliot che muoveva un piede mentre sollevava il peso. La delegazione britannica, contraria a questa decisione, protestò ufficialmente. Venne così permesso ai sollevatori di effettuare un ulteriore tentativo, ma nessuno dei due riuscì a migliorarsi, così Jensen fu dichiarato vincitore.
Elliot ebbe la sua rivincita nel sollevamento con una mano, vincendo facilmente la competizione, alzando 71 kg nel suo primo tentativo e vincendo la prima medaglia d'oro olimpica per il Regno Unito; dietro di lui, Viggo Jensen e Alexandros Nikolopoulos sollevarono entrambi 57 kg, ma il danese precedette il greco, solo perché riuscì a sollevare lo stesso peso anche con l'altra mano.

#### Tennis

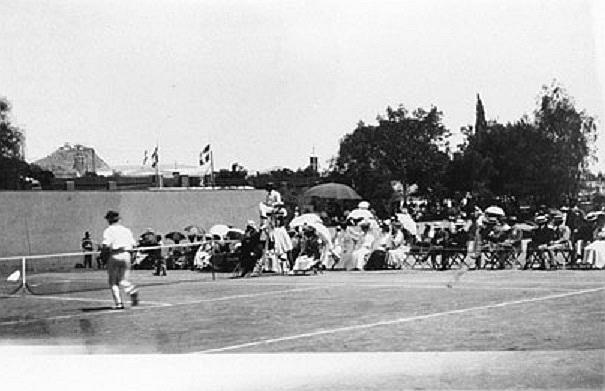
Un incontro del torneo singolare di tennis

Gli incontri di tennis si tennero nei campi in erba del Tennis Club di Atene e, in parte, nel velodromo di Neo Phaliron, tra l'8 e l'11 aprile. Sebbene questo sport fosse già molto popolare alla fine del XIX secolo, nessuno dei migliori giocatori dell'epoca partecipò al torneo ateniese.
John Pius Boland, vincitore del torneo singolare, si recò nella capitale greca per assistere ai Giochi olimpici solo come spettatore, per una promessa fatta al suo amico Thrasyvoulos Manos, che lo iscrisse al torneo, conoscendo la sua bravura nel tennis. Non essendosi organizzato, gareggiò inizialmente con scarpe di cuoio, dovendo poi acquistare sul posto gli strumenti adatti. Al primo turno, Boland vinse contro l'amburghese Fritz Traun, battendo poi in finale, con un punteggio di 6-2 6-2, l'egiziano naturalizzato greco Dionysios Kasdaglis.
Boland e Traun decisero di gareggiare insieme nel doppio, battendo nell'incontro decisivo il greco Dimitrios Petrokokkinis e lo stesso Kasdaglis, dopo aver perso il primo set. Durante questa edizione olimpica era consentita la partecipazione di squadre composte di atleti di paesi diversi, i cui risultati il CIO raggruppa sotto la definizione di squadra mista.

#### Tiro a segno

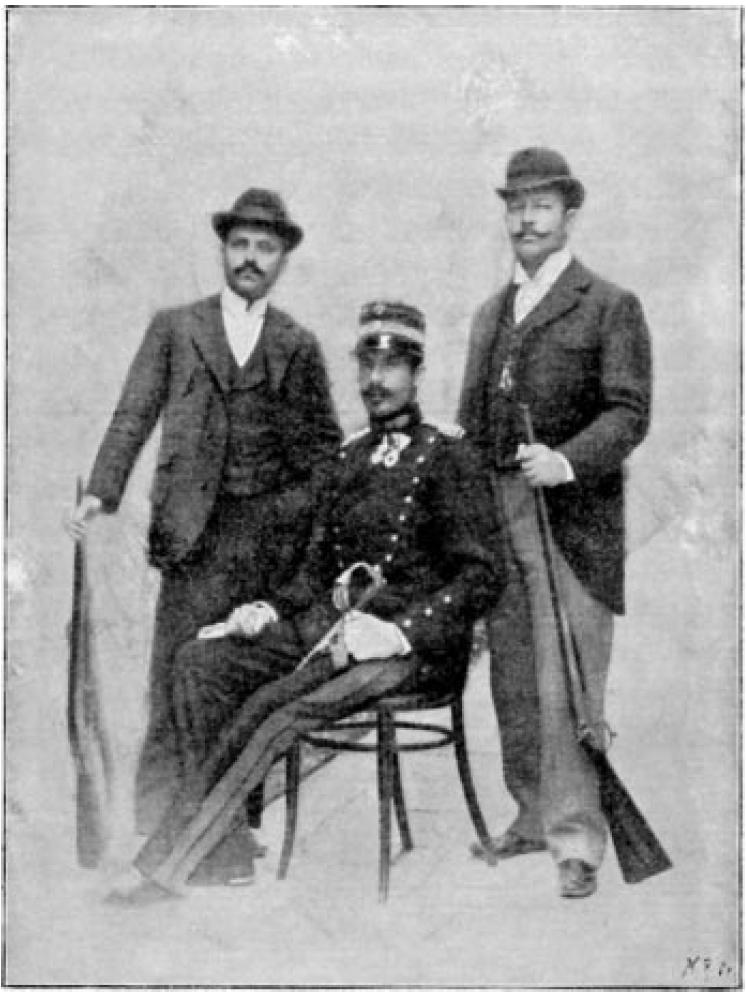
Da sinistra: Karasevdas, Fragkoudīs e Orfanidīs.

Le gare di tiro a segno si svolsero nello Skopeftirion, il poligono di tiro di Kallithea. Delle cinque competizioni totali, tre riguardavano la rivoltella e due la carabina. La prima gara, riservata alla carabina militare, fu vinta dal greco Pantelīs Karasevdas, il solo che riuscì a colpire tutti i quaranta bersagli. La seconda specialità, il tiro a segno con rivoltella militare, fu dominata dai due fratelli John e Sumner Paine, entrambi militari dell'esercito statunitense, che furono i primi parenti ad arrivare primo e secondo ai Giochi olimpici. Per evitare l'imbarazzo degli altri partecipanti, i fratelli decisero che solo uno di loro avrebbe partecipato alla gara successiva, la pistola libera. Sumner Paine vinse quella gara, diventando il primo parente di un campione olimpico a diventare tale anch'esso.
I fratelli Paine non parteciparono al tiro a segno con rivoltella libera, in quanto i giudici della gara stabilirono che le loro armi, delle colt, non avevano il calibro adeguato. In loro assenza, vinse Iōannīs Fragkoudīs. L'ultimo evento, la gara di carabina libera, cominciò lo stesso giorno, ma venne interrotta a causa dell'oscurità e continuò la mattina seguente, quando Geōrgios Orfanidīs venne incoronato campione. Sulle 5 specialità, i greci vinsero in totale 9 medaglie, di cui 3 d'oro e altrettante d'argento e di bronzo.

### Cerimonia di chiusura
La mattina di domenica 12 aprile, anche se le competizioni non erano ancora terminate, re Giorgio I organizzò un banchetto per gli atleti e gli organizzatori, durante il quale, dopo aver ringraziato coloro che avevano reso possibile la rinascita dei Giochi olimpici, manifestò l'intenzione di far svolgere le Olimpiadi sempre ad Atene. La chiusura ufficiale della cerimonia si tenne il mercoledì successivo, 15 aprile 1896, dopo essere stata posticipata dal martedì per pioggia. La famiglia reale partecipò anche a questa cerimonia, che si aprì con l'Inno alla libertà, l'inno nazionale greco e con un'ode composta in greco antico, ispirata a quelle pindariche e in onore degli antichi vincitori olimpici, da George Stuart Robertson, atleta britannico vincitore anche della medaglia di bronzo nel doppio di tennis. Nonostante il greco arcaico non venisse capito da tutti, Robertson venne applaudito e, dopo la cerimonia di premiazione dei vincitori, il re lo chiamò e gli offrì una corona di alloro e un fermacravatta.

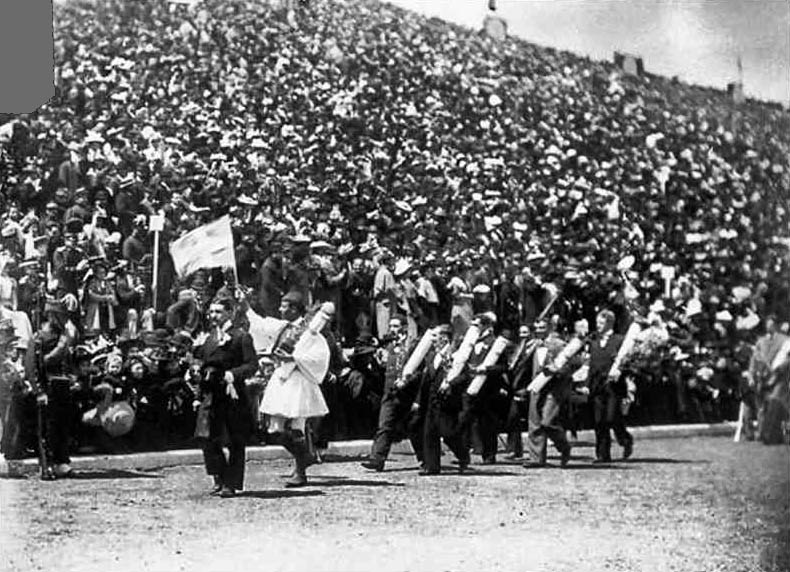
La parata dei vincitori, durante la cerimonia di chiusura; a sinistra, Konstantinos Manos precede Spyridōn Louīs (in bianco) e il resto dei medagliati.

Il re consegnò poi i premi ai vincitori; in seguito, il giovane poeta nazionalista Konstantinos Manos, che era a capo degli addetti alla sicurezza negli stadi, condusse i medagliati in un giro d'onore attorno allo stadio. Spyridōn Louīs venne subito dietro di lui, tra i primi posti della parata, portando una bandiera greca, un mazzo di fiori e un ombrello parasole, lanciatogli da un'ammiratrice, seguito da statunitensi, ungheresi, francesi e tedeschi e poi gli altri vincitori. Poi Giorgio I ufficializzò la fine della manifestazione, lasciò poi lo stadio, acclamato dal pubblico, mentre la banda suonava ancora l'inno nazionale e un'opera composta per l'occasione dal direttore musicale della guarnigione di Atene, chiamata Νενικήκαμεν ("Abbiamo vinto" in greco), titolo tratto dalla frase che avrebbe pronunciato Fidippide ad Atene per annunciare la vittoria di Maratona.
Anche se le gare non furono di alto profilo tecnico, la prima edizione dei Giochi olimpici moderni viene ricordata come un grande successo organizzativo, per merito soprattutto dell'entusiasmo espresso dagli spettatori. Alla richiesta, da parte di re Giorgio I ma anche di alcuni atleti statunitensi, di mantenere sempre la manifestazione ad Atene, Coubertin e il CIO furono contrari, rimanendo sull'idea originale di assegnare i Giochi a una città sempre diversa. I Giochi della II Olimpiade del 1900 si sarebbero svolti a Parigi (contemporaneamente all'Esposizione universale), mentre quelli della III Olimpiade del 1904 erano già assegnati agli Stati Uniti, in una sede ancora da definire. Con l'esclusione dei Giochi olimpici intermedi del 1906, non considerati ufficiali dal CIO, i Giochi non tornarono in Grecia fino al 2004, quando si disputarono i Giochi della XXVIII Olimpiade, 108 anni dopo il successo della prima Olimpiade della storia contemporanea. Nel 1984 venne pubblicata The First Olympics: Athens 1896, una miniserie televisiva dedicata ai primi giochi olimpici.

## Risultati

### Medagliere

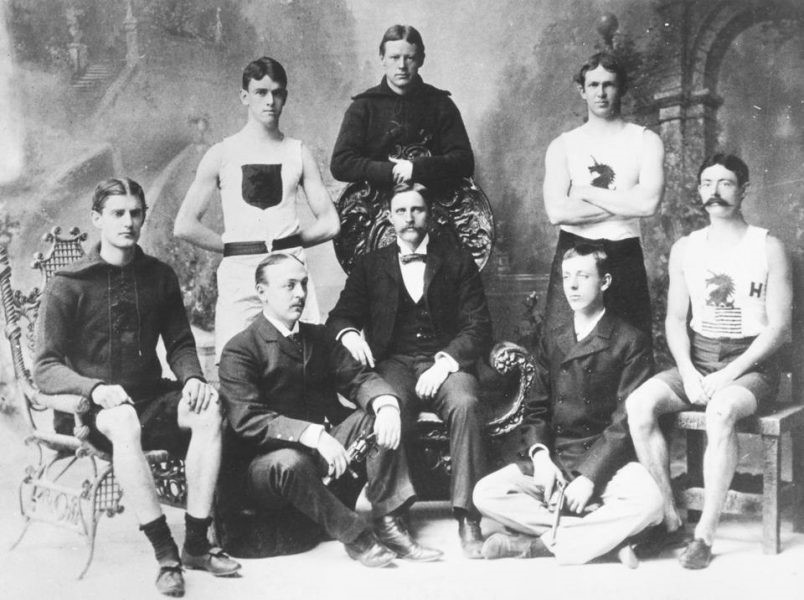
Alcuni dei medagliati statunitensi di Atene 1896. In piedi: Tom Burke, Thomas Curtis, Ellery Clark. Seduti: Bill Hoyt, Sumner Paine, l'allenatore John Graham, John Paine, Arthur Blake

Dieci delle quattordici nazioni partecipanti, oltre alla squadra mista, conquistarono almeno una medaglia. Gli Stati Uniti vinsero il medagliere, con undici medaglie d'oro. La Grecia conquistò il maggior numero di medaglie, mentre Bulgaria, Cile, Italia e Svezia non ne vinsero alcuna.
Dal momento che solo i primi due classificati ottenevano dei premi, le medaglie di bronzo sono state assegnate retroattivamente dal Comitato Olimpico Internazionale. Nelle prime tre edizioni dei Giochi olimpici (Atene 1896, Parigi 1900 e Saint Louis 1904) era consentito di comporre squadre anche ad atleti di paesi diversi, i cui risultati il Comitato Olimpico Internazionale raggruppa sotto la stessa voce con il termine di "Squadra mista" (codice CIO ZZX). Durante questa edizione olimpica, si utilizza questa denominazione per gli atleti di diversa nazionalità che hanno gareggiato insieme nel torneo di doppio di tennis.
| Pos. | Paese         | Oro | Argento | Bronzo | Totale |
| ---- | ------------- | --- | ------- | ------ | ------ |
| 1    | Stati Uniti   | 11  | 7       | 2      | 20     |
| 2    | Grecia        | 10  | 18      | 19     | 47     |
| 3    | Germania      | 6   | 5       | 2      | 13     |
| 4    | Francia       | 5   | 4       | 2      | 11     |
| 5    | Gran Bretagna | 2   | 3       | 2      | 7      |
| 6    | Ungheria      | 2   | 1       | 3      | 6      |
| 7    | Austria       | 2   | 1       | 2      | 5      |
| 8    | Australia     | 2   | 0       | 0      | 2      |
| 9    | Danimarca     | 1   | 2       | 3      | 6      |
| 10   | Svizzera      | 1   | 2       | 0      | 3      |

### Protagonisti

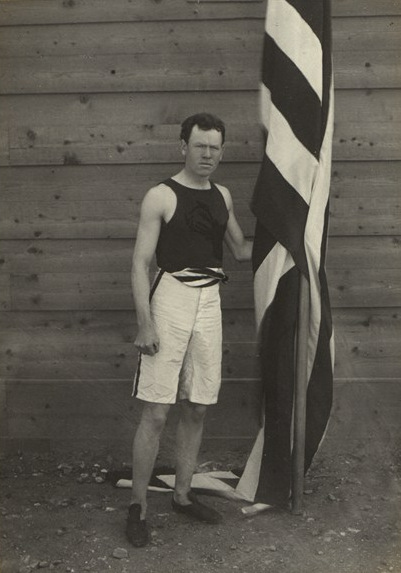
James Connolly, primo campione dei Giochi olimpici moderni

Il primo campione della storia dei Giochi olimpici moderni, a 1503 anni di distanza dall'abolizione di quelle antiche, fu lo statunitense James Connolly, che vinse la gara di salto triplo. Thomas Curtis, vincitore dei 110 metri ostacoli, divenne famoso per essere stato rappresentato in una storica fotografia dei 100 metri piani con la caratteristica partenza rannicchiata. Inoltre, a questa edizione partecipò l'atleta più giovane della storia dei Giochi, Dimitrios Loundras, che vinse la medaglia di bronzo nelle parallele a squadre, a 10 anni e 218 giorni.

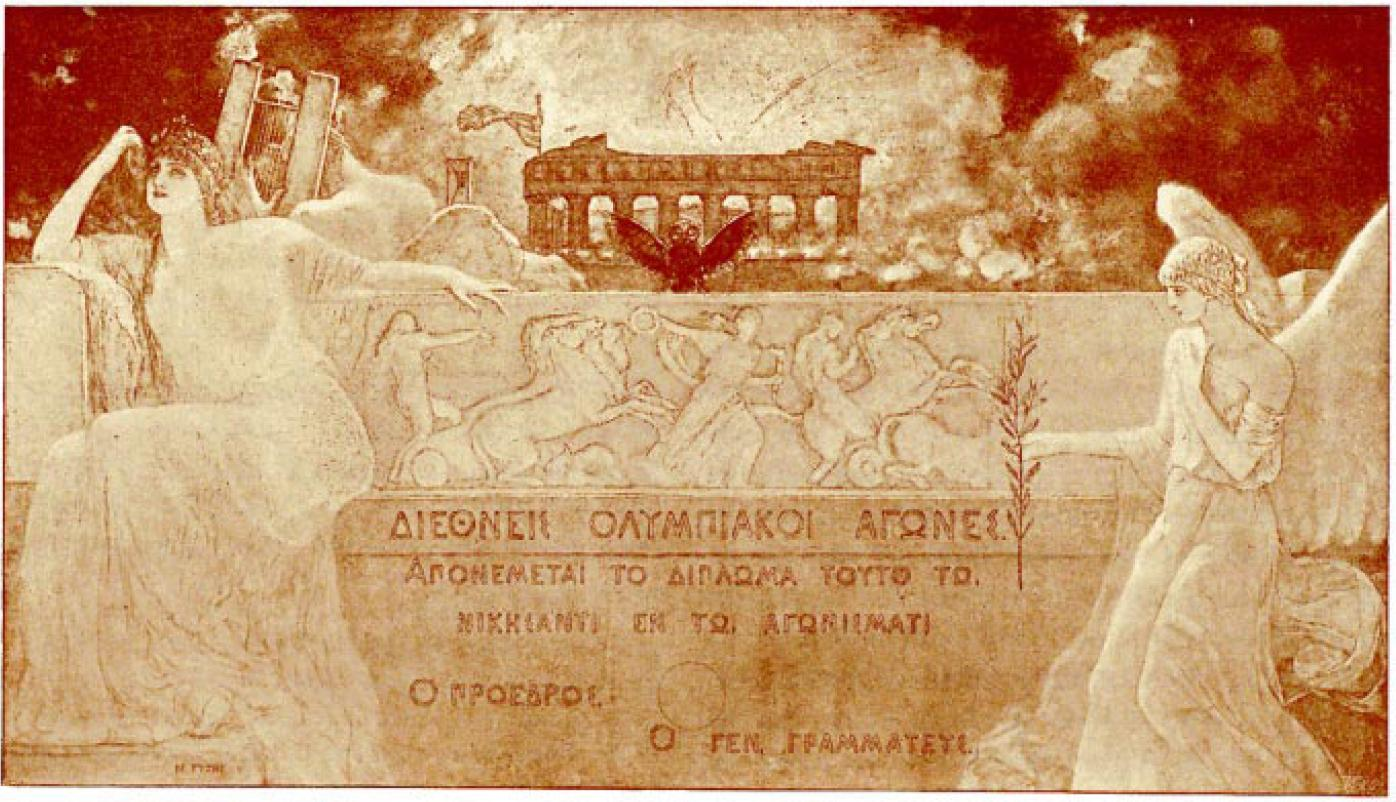
Un diploma dei giochi, disegnato da Lytras e assegnato ai primi classificati

Lo sportivo che vinse più medaglie d'oro fu il tedesco Carl Schuhmann, dominando tre gare di ginnastica e quella di lotta. L'atleta più medagliato dell'Olimpiade fu il suo connazionale Hermann Weingärtner, con sei medaglie, tutte nella ginnastica. Per quanto riguarda i protagonisti delle altre discipline, il francese Paul Masson vinse tre delle sei gare ciclistiche in programma e l'ungherese Alfréd Hajós due delle quattro gare di nuoto. Gli atleti statunitensi dominarono le gare di atletica leggera, vincendo nove gare su dodici; in particolare, Bob Garrett vinse quattro medaglie, risultando due volte campione olimpico. L'inglese John Pius Boland vinse entrambe le gare di tennis, mentre Viggo Jensen vinse una medaglia olimpica in entrambe le gare di sollevamento pesi.
Nonostante le donne non potessero gareggiare ad Atene 1896, ci fu una partecipante non ufficiale all'Olimpiade, nella maratona, Stamáta Revíthi, una donna greca di umili origini, madre di un bambino di diciassette mesi, conosciuta anche come Melpomene. Decise di partecipare alla gara, forse per guadagnare soldi o trovare più facilmente un lavoro, in quanto aveva corso per lunghe distanze quando era giovane e credeva di poter battere i suoi avversari maschi. Non le fu consentito tuttavia di gareggiare nella gara ufficiale, ma corse da sola il giorno successivo, l'11 aprile. Il giro finale fu completato all'esterno dello stadio in quanto le fu bloccata l'entrata all'interno del Panathinaiko. Revithi finì la maratona in circa cinque ore e mezzo, trovando lo spirito di segnare il suo nome e verificare il suo tempo: aveva infatti intenzione di presentare questa documentazione al Comitato Olimpico Ellenico, sperando che questo riconoscesse il suo risultato, ma non si hanno testimonianze che dimostrino se questo avvenne oppure no.